# Hiroyuki Nishimura
Hiroyuki Nishimura (西村 博之, Nishimura Hiroyuki, nascido 16 de novembro de 1976) é um empreendedor da internet japonês mais conhecido por ser o fundador do fórum mais acessado do Japão, o 2channel, e por ser o atual administrador do 4chan. Ele também é um autor de livros de autoajuda e apresentador de TV.:PT38 Ele é frequentemente conhecido pelo seu nome próprio, hiroyuki (ひろゆき), o qual usa, intencionalmente em caixa baixa, tanto como pseudônimo e como nome de usuário.
Até fevereiro de 2013, foi diretor e conselheiro da Niwango, mais conhecida pelo Nico Nico Douga.
Christopher Poole, fundador do 4chan, anunciou formalmente em 21 de setembro de 2015 que havia vendido o site para Nishimura. Após uma disputa com o provedor de hospedagem do 2channel, Nishimura não administra mais o 2channel, mas opera um concorrente dele, o 2ch.sc.

## Carreira
Nishimura nasceu em Sagamihara, Kanagawa, mas foi criado em Tóquio. Fundou o Tokyo Access LP em 1998. Em maio de 1999, ele abriu o 2channel enquanto estudava na University of Central Arkansas. Em junho de 2001, ele fundou Irregulars and Partners KK com Ichirō Yamamoto, que estava envolvido na gestão do 2channel, mas depois saiu.
Graduou-se em psicologia pela Universidade Chuo em 2000. 
Em janeiro de 2007, Nishimura foi conselheiro da Skip-Up KK, CEO da Tokyo Plus KK, cofundador da Future Search Brazil (未来検索ブラジル)  KK, e diretor da Niwango, a empresa que criou o Nico Nico Douga. Ele deixou seu cargo na Niwango em fevereiro de 2013.

### 2channel

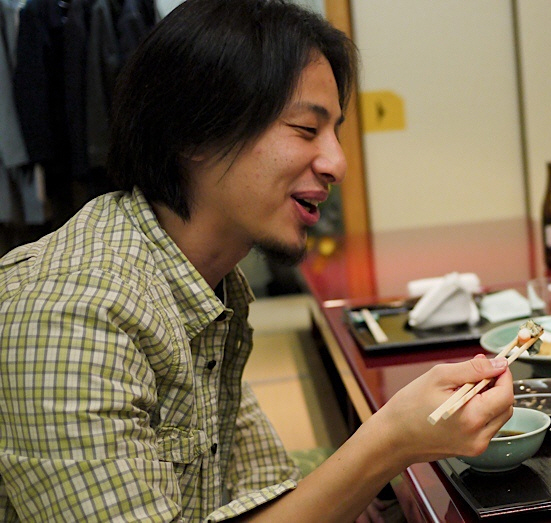
Nishimura em 2011

Durante 2008, o 2ch gerou uma receita anual de mais de ¥100 milhões para Nishimura. O site também era administrado por 300 "administradores voluntários" que não recebiam remuneração. Nishimura justificou isso com o comentário: "Eu não acho que seja tão diferente de um cara que abre uma loja de conveniência em frente a uma estação de trem. Eles conseguem ganhar um milhão de ienes por dia."
Em agosto de 2013, um vazamento acidental colocou os detalhes de cartões de crédito de milhares de usuários do 2channel em domínio público e esse evento resultou em uma série de ações judiciais contra o site. Na mesma época, o movimento anti-matome ocorreu por todo o 2channel, um desenvolvimento controverso da comunidade envolvendo usuários protestando contra "matome blogs" (まとめブログ)  que eram especializados em resumir as threads do 2channel e estavam tirando o tráfego do site.
Em 19 de fevereiro de 2014, Jim Watkins, como presidente da N.T. Technology, Inc., o registrador de domínio do 2channel, apreendeu o domínio do 2channel. Ele assumiu o controle total do site, liberou Nishimura de todo o poder e assumiu o papel de administrador do site. Watkins alegou que Nishimura não havia pago o dinheiro devido, o que levou à apreensão como forma de cobrir as dívidas de Nishimura, enquanto Nishimura alegou que de fato pagou tudo o que devia e que a transferência de domínio era um sequestro de domínio ilegal. Em resposta, Nishimura criou seu próprio clone de 2channel em 2ch.sc, coletando o conteúdo de todo o site do 2channel e atualizando o 2ch.sc à medida que novas postagens apareceriam no 2ch.net. Em uma sessão de perguntas e respostas no 4chan logo após se tornar o proprietário do site, Nishimura afirmou que o 2channel foi roubado por Watkins.
Em outubro de 2017, Watkins renomeou o 2channel para 5channel e o transferiu para a Loki Technology Inc. para evitar complicações legais.

### 4chan
Em 21 de setembro de 2015, ele comprou o site 4chan de Christopher Poole. O valor pago não foi divulgado.
Os usuários do 4chan se referem a ele comumente como 'hiro', mas também pelos insultos étnicos "gook moot" ou "Hiroshima Nagasaki", "Jackie 4chan", ou simplesmente "hiroshimoot".

## Ações judiciais

### Como réu
Nishimura perdeu uma série de processos por difamação que o levaram a receber uma quantia considerável de penalidades. Em 2008, ele disse à Wired que não tinha intenção de pagar, dizendo: "Se o veredito exigir a exclusão de coisas, farei isso", mas "simplesmente não cumpri com as exigências de pagamento. Uma operadora de celular se sentiria responsável quando alguém recebesse um telefonema ameaçador?"

### Como requerente
Nishimura entrou com uma série de ações contra Jim Watkins em conexão com sua alegação de que o 2channel foi apreendido ilegalmente. Ele tentou recuperar o domínio tanto por meio da Política Uniforme de Resolução de Disputas de Nomes de Domínio da OMPI quanto por meio do sistema judiciário japonês. Por meio do Escritório de Patentes do Japão, Nishimura possui a marca "2channel", embora a OMPI tenha se recusado a intervir em seu nome por causa disso, sugerindo que fossem ao tribunal, pois não era, em sua opinião, um caso de "cybersquatting", mas sim uma "disputa de negócios".

## Vida pessoal
Nishimura é casado. Desde maio de 2019, vive em Paris, para onde se mudou em 2015.

### Citado
1. ↑  hiroyuki [ひろゆき] (5 de março de 2020). 1%の努力 [1% Esforço] (em japonês). Tōkyō: 株式会社ダイヤモンド社 [DIAMOND Inc., KK]. ISBN 978-4-478-10849-9. OCLC 1143724998
2. ↑  Makino, Kazuo; Nishimura, Hiroyuki (3 de julho de 2006).  2ちゃんねるで学ぶ著作権 [Um estudo aprofundado do 2channel] (em japonês). Tōkyō: ASCII Media Works. ISBN 4-7561-4770-4. OCLC 675004538
3. ↑  Nishimura, Hiroyuki; Tamogami, Toshio (19 de novembro de 2010). オンナは苦手。 [Não sou bom com mulheres.] (em japonês). Tōkyō: 株式会社李白社 [Rihakusha KK]. ISBN 978-4-89451-926-8. OCLC 686619658